# Vanicela dentigera
Vanicela dentigera är en fjärilsart som beskrevs av Edward Meyrick 1913. Vanicela dentigera ingår i släktet Vanicela och familjen plattmalar. Inga underarter finns listade i Catalogue of Life.